# Murilo de Almeida
Murilo de Almeida, född 21 januari 1989, är en östtimoresisk fotbollsspelare.
Murilo de Almeida spelade 7 landskamper för det östtimoresiska landslaget.